# I nuovi mostri
I nuovi mostri és una pel·lícula de commedia all'italiana del 1977 composta per 14 episodis, dirigida per Dino Risi, Ettore Scola i Mario Monicelli. És una seqüela d' Els monstres de Dino Risi, feta l'any 1963. Va ser nominada a l'Oscar a la millor pel·lícula de parla no anglesa als Premis Oscar de 1978.

## Episodis
La versió original és composta de 14 episodis.
| Episodi                        | Director        | Protagonista                     |
| ------------------------------ | --------------- | -------------------------------- |
| "L'uccellino della Val Padana" | Ettore Scola    | Ugo Tognazzi i Orietta Berti     |
| "Con i saluti degli amici"     | Dino Risi       | Gianfranco Barra                 |
| "Tantum ergo"                  | Dino Risi       | Vittorio Gassman                 |
| "Autostop"                     | Mario Monicelli | Ornella Muti i Eros Pagni        |
| "Il sospetto"                  | Ettore Scola    | Vittorio Gassman                 |
| "Pronto soccorso"              | Mario Monicelli | Alberto Sordi i Luciano Bonanni  |
| "Mammina e mammone"            | Dino Risi       | Ugo Tognazzi i Nerina Montagnani |
| "Cittadino esemplare"          | Ettore Scola    | Vittorio Gassman                 |
| "Pornodiva"                    | Dino Risi       | Eros Pagni                       |
| "Sequestro di persona cara"    | Ettore Scola    | Vittorio Gassman                 |
| "Come una regina"              | Ettore Scola    | Alberto Sordi i Adelina Provin   |
| "Hostaria!"                    | Ettore Scola    | Vittorio Gassman i Ugo Tognazzi  |
| "Senza parole"                 | Dino Risi       | Ornella Muti i Yorgo Voyagis     |
| "Elogio funebre"               | Ettore Scola    | Alberto Sordi                    |

## Argument
La pel·lícula, com l'anterior, consta d'episodis curts que retraten la maldat i la mesquinesa de la societat de classe mitjana italiana durant els anys de plom dels anys 70.
| Detall dels segments         | Detall dels segments |
| ---------------------------- | --- |
| Tantum ergo                  | Un cardenal s'atura a una petita parròquia als suburbis de Roma, on el capellà local, un jove simpatitzant de l'extrema esquerra, està organitzant una protesta de la camperols locals davant el desallotjament de l'Església. El cardenal improvisa un sermó eloqüent, aplacant així l'animadversió dels camperols i sedant pacíficament la protesta. Reprèn el seu viatge sense ni tan sols concloure el seu discurs. |
| Autostop                     | Un motorista recull una jove atractiva autostopista. Per defensar-se dels seus reiterats avenços durant el viatge, la noia es fa passar per una perillosa condemnada fugida, alineant la seva història amb la notícia d'una recent escapada a la presó trobada al diari del conductor. L'home creu la història de la noia, però el seu pla és contraproduent quan el conductor espantat la mata a la primera oportunitat. |
| Con i saluti degli amici     | Un mafiós local passeja per la ciutat siciliana de Ragusa mentre els espectadors li presenten els seus respectes. Tot i això, tots es retiren ràpidament quan l'home és abatut de sobte per dos sicaris en una moto. Quan els carabinieri arriben al lloc dels fets, el cap moribund nega fins i tot haver estat agredit, en una exhibició final extrema d'omertà. |
| Mammina e mammone            | A Roma dos sense sostre recorren els carrers, recollint el que poden. La policia i la gent els eviten. La pobra dona és intel·ligent i protectora, mentre que el fill de quaranta anys és un ximple tímid i acomplexat que la segueix a tot arreu. En acabar el seu dia de vagabundeig els dos pobres vagabunds tornen a casa seva envaïts per les escombraries. Els dos intenten reunir una mica d'escombraries per vendre'ls a la gent del carrer l'endemà. |
| Pronto soccorso              | Giovan Maria Catalan Belmonte és un representant esnob de la Noblesa Negra romana. Una nit, troba un home estirat ferit després de ser atropellat per un cotxe. Belmonte condueix a contracor l'home ferit a la recerca d'un hospital disponible. No obstant això, per diverses raons que exposen les contradiccions del sistema sanitari italià, com ara un hospital dirigit per l'Església que no tracta ateus i un hospital militar que rebutja civils, cap institució mèdica admet l'home. Belmonte finalment no veu més remei que portar l'home agonitzant on el va trobar, deixant-lo sol. |
| L'uccellino della Val Padana | La Fiorella és una cantant de discoteca d'èxit dirigida pel seu marit sense escrúpols i explotador. Després de perdre la veu a causa d'una malaltia temporal, el seu marit l'obliga a sotmetre's a una cirurgia innecessària i perillosa. Com que la Fiorella no es pot recuperar a temps per al seu exigent programa de gira, ell saboteja les escales i la fa caure. Fiorella reprèn la gira amb les dues cames trencades, convertida en un cas benèfic i aprofitant la llàstima del públic en lloc de les seves habilitats vocals perdudes.                                                   |
| Il sospetto                  | Un comissari de policia arresta un grup de joves manifestants d'extrema esquerra i els acusa d'activitats subversives. Tanmateix, en lloc de centrar la seva atenció en els sospitosos reals, renya el seu agent encobert per ridiculitzar-lo mentre es disfressa de manifestant. |
| Pornodiva                    | Dos pares estan negociant l'audició de la seva filla petita per a una pel·lícula. Dubten breument en saber que la pel·lícula és pornogràfica i inclou una escena de bestialitat que inclou la noia i un mico, però finalment inscriuen a la seva filla de totes maneres per una elevada tarifa. |
| Hostaria!                    | Un grup de socialistes rics entra a una taverna típica romana i demana l'especial del dia. Dins de la cuina, el cambrer en cap i el cuiner (que mantenen una relació homosexual turbulenta) tenen una discussió extremadament acalorada, durant la qual es llencen menjar l'un a l'altre. Finalment munten els plats demanats de les restes aixafades de la seva lluita i els serveixen als clients inconscients, que gaudeixen dels seus àpats. |
| Cittadino esemplare          | Un vespre, un home és testimoni d'una persona colpejada per una banda de carrer i apunyalada. En lloc d'ajudar la víctima, corre cap a casa i sopa amb la seva família, discutint sobre l'àpat mentre mira la televisió com si no hagués passat res. |
| Sequestro di persona cara    | Un home fa una crida plorosa a la televisió, demanant als segrestadors de la seva dona que el truquin i expliquin les seves condicions per al seu alliberament. Un cop fora de l'aire, es revela que l'home ha tallat la línia telefònica a propòsit. |
| Come una regina              | Un home, incitat per la seva cruel amant, porta la seva anciana mare a una residència d'avis, intentant convèncer la dona perquè es mantingui alegre. Però la mare no està contenta, perquè és conscient que la vida de l'hospici jubilat és trista i devastadora. La dona no confia ni tan sols en les infermeres, i intenta fugir, però el seu fill l'agafa i l'obliga a entrar a l'hospici. Quan la mare és enduda per les infermeres, el fill té un moment de penediment i clama a les infermeres que tracten la seva mare com una reina.                                                    |
| Senza parole                 | Una jove hostessa coneix un atractiu home d'Orient Mitjà. Encara que no parlen un idioma comú, comparteixen una breu però intensa relació romàntica. Quan l'hostessa està a punt d'embarcar en el seu proper vol, l'home li regala un fonògraf portàtil que reprodueix el seu tema amorós com a record. L'escena es redueix a la notícia que l'avió ha explotat en l'aire, la qual cosa implica que l'home era un terrorista que va seduir l'hostessa perquè pogués plantar el tocadiscos a l'avió.                                                                                              |
| Elogio funebre               | Els vells membres d'una companyia de vodevil assisteixen al funeral d'un col·lega. Mentre un d'ells pronuncia l'elogi, recorda i recrea els gags característics del difunt, convertint el propi discurs en un esbós de comèdia improvisat, que tots els altres del dol segueixen cantant i ballant entre rialles. |

## Edicions
La versió completa de la pel·lícula dura uns 115 minuts, però després de la seva estrena a Itàlia, la pel·lícula va ser censurada uns quants episodis considerats massa "forts". La durada de la versió retallada de la pel·lícula dura uns 87 minuts.

## Reconeixements
- 1979 - Premis Oscar
  - Candidatura al Millor pel·lícula estrangrea
- 1979 - David di Donatello
  - Candidatura al Millor pel·lícula
- 1979 - Taormina Film Fest
  - Alloro d'oro al millor argument a Dino Risi, Mario Monicelli i Ettore Scola
  - Candidatura Arancio d'oro a la millor pel·lícula